# Hnutí za samosprávnou demokracii - Společnost pro Moravu a Slezsko
Die Hnutí za samosprávnou demokracii – Společnost pro Moravu a Slezsko (HSD-SMS, deutsch Bewegung für Selbstverwaltungsdemokratie – Gesellschaft für Mähren und Schlesien) war eine mährische politische Partei, die von 1990 bis 1996 im tschechischen Abgeordnetenhaus vertreten war. Ihr hauptsächliches Ziel war die Schaffung eines föderalen Systems innerhalb Tschechiens und damit mehr Selbstverwaltungs- und Autonomierechte für den mährischen Landesteil.
Nachdem die Partei bei den Wahlen 1992 deutlich schwächer abschnitt als 1990, ging sie durch eine Reihe von Abspaltungen beziehungsweise Zusammenschlüssen mit anderen Kleinparteien schließlich in der Partei Moravané (dt. Die Mährer) auf. Diese Partei ist derzeit in keinem Parlament Tschechiens vertreten.